# 李永和
李 永和（り えいわ、Li Yonghe、? - 1862年）は、清末の順天軍の蜂起の指導者。
雲南省大関出身。貧農出身であったが、1859年に藍朝鼎・藍朝柱兄弟とともに「不交租・不納糧」「打富済貧」をスローガンに蜂起して、「順天王」と称した。順天軍は四川省に入り、叙州を包囲した後、犍為・楽山を占領した。犍為・楽山は製塩業が盛んであったが、塩工たちが順天軍に参加して軍勢はたちまち10数万人に膨れ上がった。1860年の段階で順天軍の活動範囲は40余りの州県に及んだ。李永和と藍朝鼎・藍朝柱は兵力を分け、李永和が犍為・楽山一帯を守り、藍朝鼎・藍朝柱は綿州攻略のために北上した。しかし兵力が分散したところに、清朝は湘軍を率いる駱秉章を四川総督に起用して対抗した。1862年、藍朝鼎が敗北した後、駱秉章は李永和の根拠地に兵力を集中し、水攻めを行った。こうして李永和は捕らえられ処刑された。